# Манчестер (Џорџија)
Манчестер (енгл. Manchester) град је у америчкој савезној држави Џорџија. По попису становништва из 2010. у њему је живело 4.230 становника.

## Демографија
Према попису становништва из 2010. у граду је живело 4.230 становника, што је 242 (6,1%) становника више него 2000. године.
| Група             | 2000.         | 2010.         |
| Белци             | 2.232 (56,0%) | 1.997 (47,2%) |
| Афроамериканци    | 1.684 (42,2%) | 2.048 (48,4%) |
| Азијати           | 26 (0,7%)     | 80 (1,9%)     |
| Хиспаноамериканци | 20 (0,5%)     | 72 (1,7%)     |
| Укупно            | 3.988         | 4.230         |